# Murayama Kaita

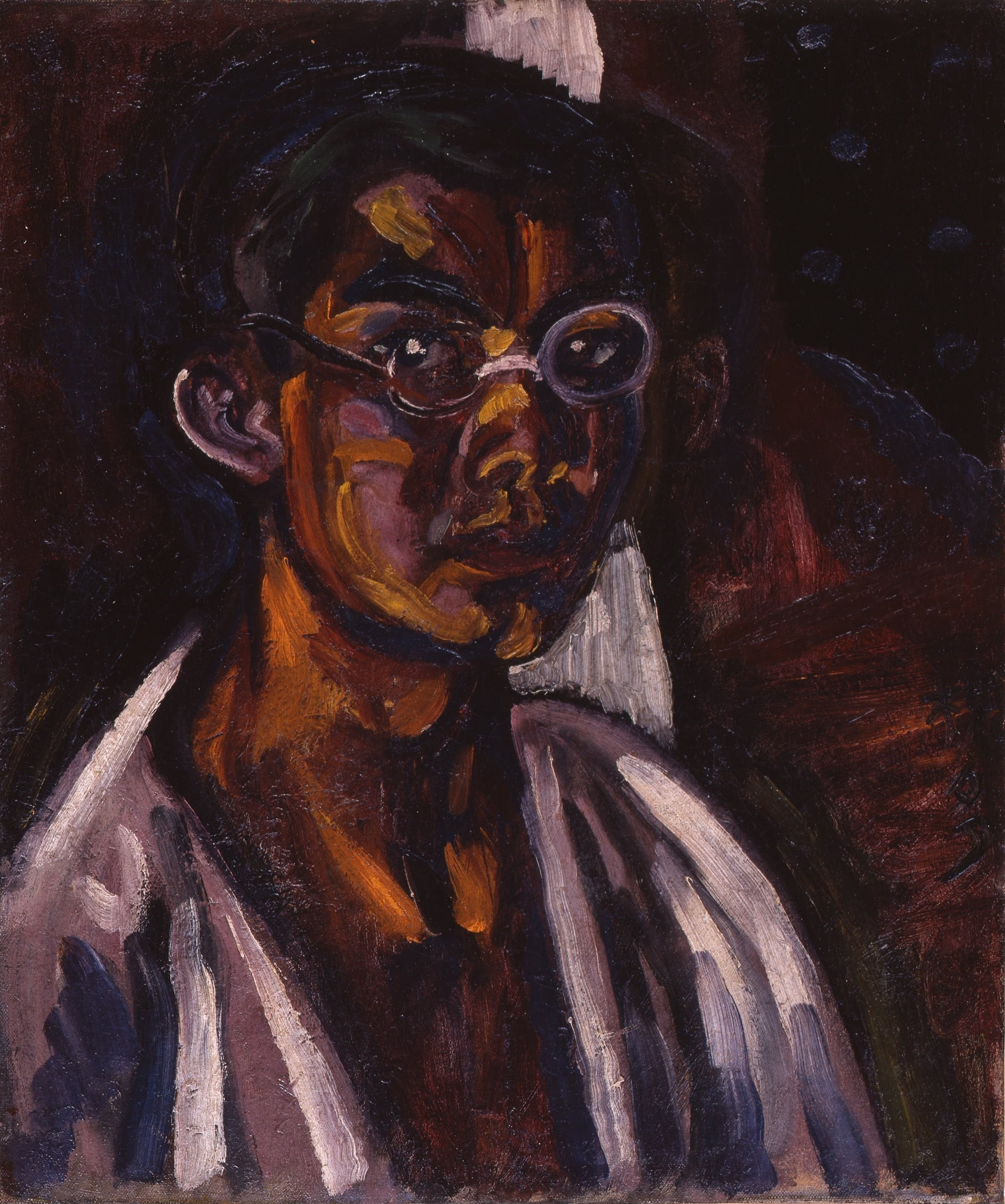
Selbstporträt Murayamas, 1916

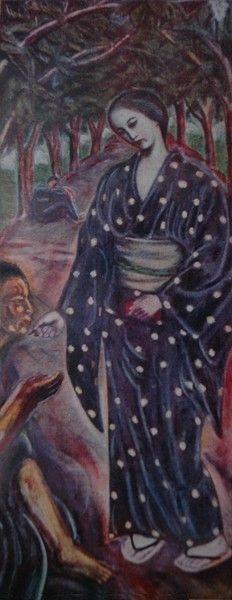
Frau und Bettler, 1917

Murayama Kaita (japanisch 村山 槐多; * 15. September 1896 in Yokohama; † 20. Februar 1919 in Tokio) war ein japanischer Maler und Schriftsteller.

## Übersicht
Murayama wurde in Yokohama geboren, wuchs aber in Kyōto auf, wohin sein Vater, ein Mittelschullehrer, versetzt worden war, als er vier Jahre alt war. Als begabtes Kind schrieb er schon Geschichten, Gedichte und Theaterstücke, als er noch zur Schule ging. Dann begann er sich unter dem Einfluss seines Vetters, Yamamoto Kanae, für Malerei zu interessieren.
1914 wurde er Student in der Abteilung für westliche Malerei an der privaten Kunstakademie Nihon Bijutsuin. Im selben Jahr konnte er fünf Aquarelle, darunter „Mädchen im Park“ (庭園の少女, Teien no shōjo) auf der ersten Ausstellung der Nikakai-Künstlervereinigung (二科会) ausstellen. 1915 konnte er das Bild „Mädchen mit Blumenrohr“ (カンナと少女, Kanna to shōjo) auf der 2. Inten-Ausstellung zeigen und auf einer Sonderausstellung der Inten 1917 „Frau am See“ (湖水の女; Kosui no onna). Im selben Jahr zeigte er auf der 4. Inten-Ausstellung das Bild „Frau und Bettler“ (乞食と女, Kojiki to onna), für das er einen Preis erhielt.
Trotz der erreichten Anerkennung führte Murayama ein ungeordnetes Leben. Auf Grund einer unglücklichen Liebesbeziehung kam es zu vermehrter künstlerischer Anstrengung, die ihn aber körperlich schwächte. 1919 reichte er für die 5. Inten-Ausstellung noch ein Bild ein, starb dann aber kurze Zeit später an Tuberkulose.
Murayamas Malerei war westlich orientiert. Er spezialisierte sich vor allem auf Aquarell- und Ölgemälde. Außerdem brachte er Gedichte und Erzählungen heraus.
Zu seinen weiteren Bildern gehören „Rosen mit Mädchen“ (薔薇と少女; Bara to shōjo; 1917). – Posthum erschien eine Gedichtsammlung von ihm unter dem Titel „Wovon Kaita gesungen hat“ (槐多の歌ル, Kaita no utaru; 1927).

## Bilder

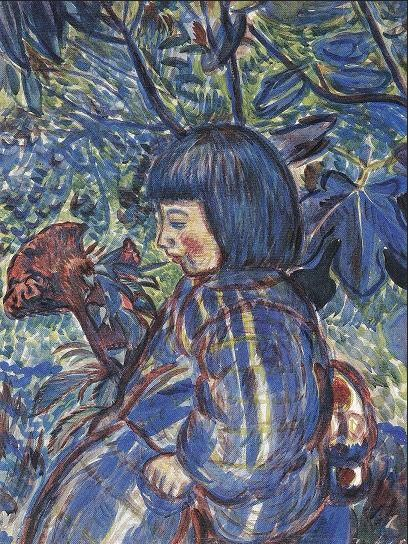
Mädchen im Park
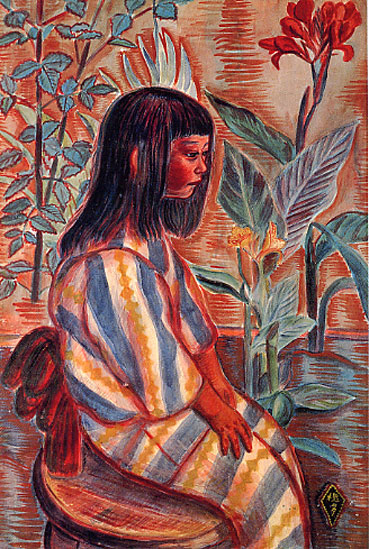
Mädchen mit Blumenrohr
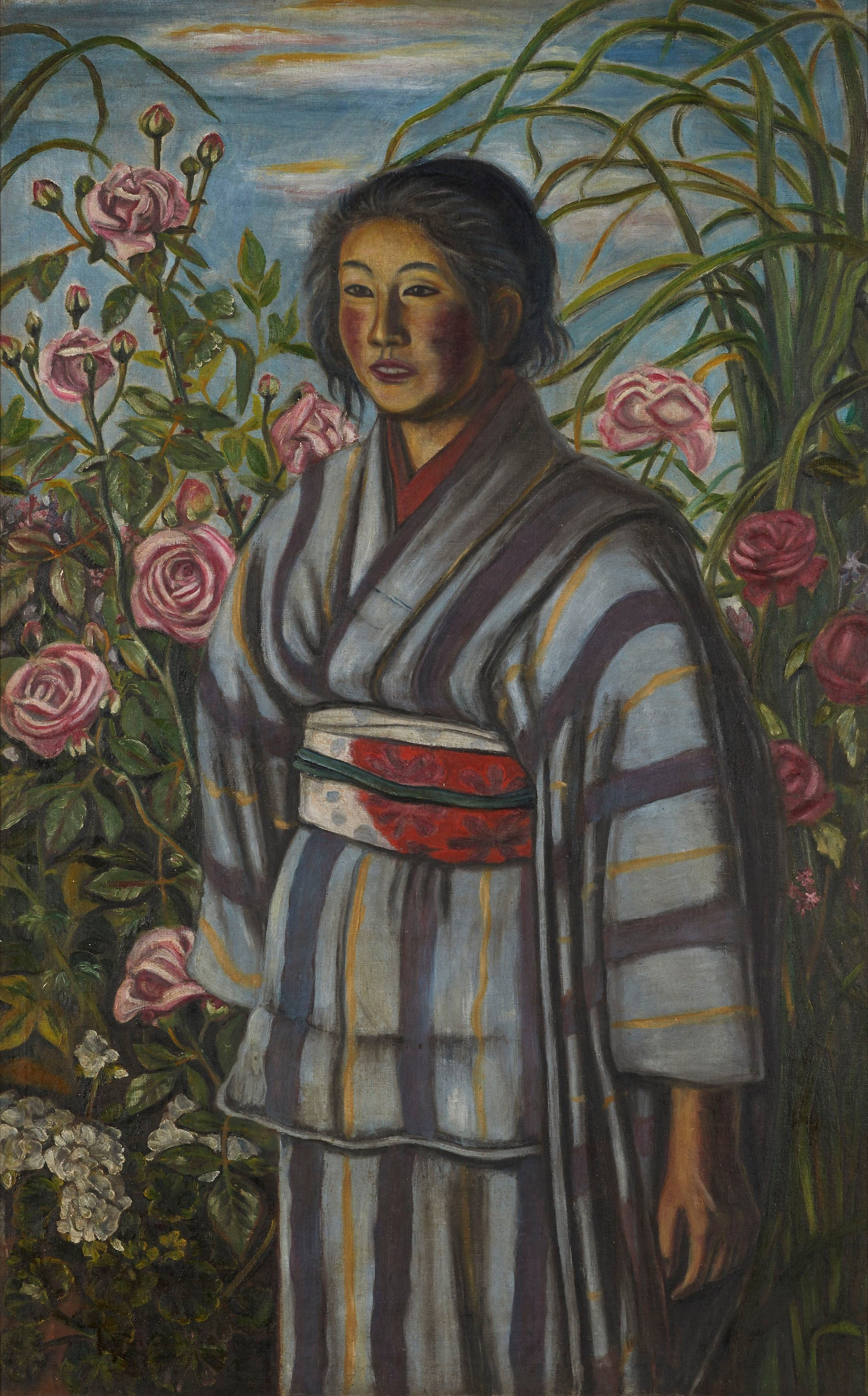
Mädchen mit Rosen
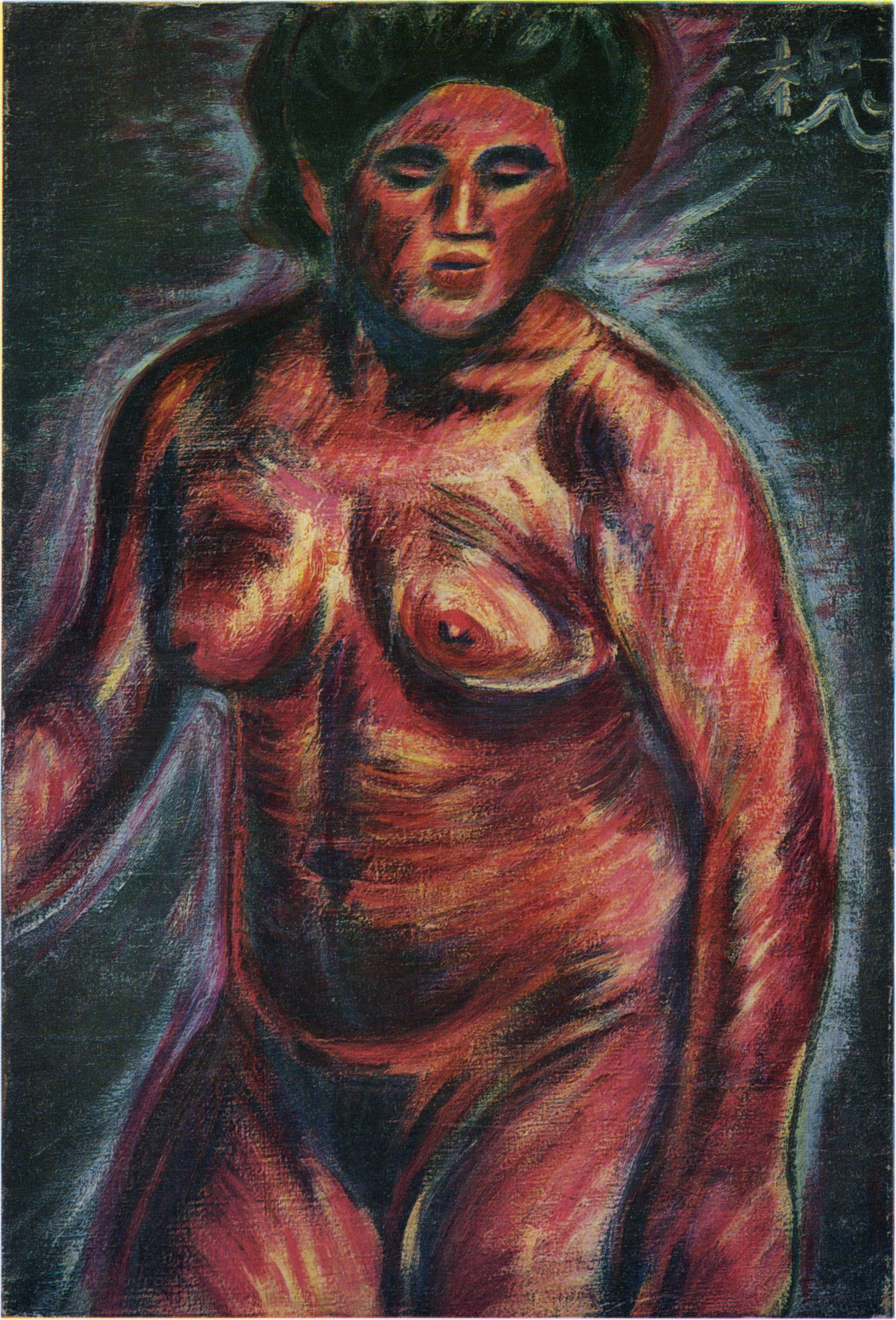
Frauenakt, 1914/15
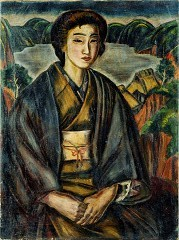
Frau am See, 1917